# Tigri Tamil
Le Tigri per la liberazione della patria Tamil (Tamil: தமிழீழ விடுதலைப் புலிகள், ISO 15919: tamiḻ iiḻa viṭutalaip pulikaḷ), comunemente conosciute come Tigri Tamil o LTTE (acronimo di Liberation Tigers of Tamil Eelam), è stata un'organizzazione paramilitare di stampo terroristico, di ideologia nazionalista tamil e socialista rivoluzionaria, presente nella zona nordorientale dello Sri Lanka. Fondato nel maggio 1976 da Velupillai Prabhakaran, il gruppo ha condotto una violenta campagna secessionista contro il governo dello Sri Lanka dal 1970, al fine di creare uno Stato sovrano socialista Tamil nel nord e nell'est dello Sri Lanka (ex Ceylon), conosciuto come Tamil Eelam. Ciò ha portato allo scoppio della guerra civile nello Sri Lanka, che iniziò nel 1983 e terminò nel 2009, quando le Tigri furono definitivamente sconfitte dall'esercito singalese durante la presidenza di Mahinda Rajapaksa.
A causa delle sue vittorie militari, politiche, la chiamata all'autodeterminazione nazionale e la presenza di una base nazionalista fra i Tamil, l'LTTE fu sostenuto dalla maggior parte della comunità Tamil.
All'apice della sua potenza, le Tigri possedevano una milizia ben addestrata e sviluppata, e avevano portato a termine molti attacchi di alto profilo, inclusi gli omicidi di numerosi politici di alto rango singalesi e indiani. Le Tigri sono l'unico gruppo militante ad aver ucciso due leader mondiali: il Primo Ministro indiano Rajiv Gandhi nel 1991, e il Presidente singalese Ranasinghe Premadasa nel 1993. Le Tigri inventarono la cintura esplosiva, e furono i primi ad usare le donne come attentatrici suicide, diventando pionieri dell'uso di questa tattica. In alcuni attacchi riuscirono anche ad acquisire alcuni aerei leggeri. L'LTTE è attualmente designato come un'organizzazione terroristica da 32 paesi, inclusa l'Unione Europea, gli Stati Uniti e l'India, ma ha il supporto della maggior parte della comunità Tamil residente nello Stato indiano del Tamil Nadu. Velupillai Prabhakaran guidò l'organizzazione dalla sua fondazione sino alla sua morte, avvenuta nel 2009.
Gli storici squilibri inter-etnici fra la maggioranza Singalese e la minoranza Tamil vengono additati come causa della creazione della base culturale sulla quale si originarono le Tigri. I governi successivi all'indipendenza dello Sri Lanka tentarono di rettificare lo sproporzionato favoreggiamento nei confronti della popolazione tamil attuato dai dominatori coloniali. Ciò portò all'adozione di alcune politiche etniche discriminatorie, come il "Sinhala Only Act", e all'ascesa di ideologie separatiste fra molti leader tamil. Negli anni Settanta, l'iniziale lotta politica non violenta per la creazione di uno Stato a base etnica tamil fu usata come giustificazione della ribellione violenta portata avanti dalle Tigri. Nel corso del conflitto, le Tigri e l'esercito singalese si sono alternati nel controllo della regione nordorientale dell'isola, e furono coinvolte in quattro tentativi di pace, senza successo. Al suo apice, nel 2000, le Tigri controllavano il 76% dei territori delle province orientali e settentrionali dello Sri Lanka.
Quando iniziarono gli ultimi colloqui di pace nel 2002, le Tigri controllavano un'area di 15000 km². Dopo la rottura del processo di pace nel 2006, l'esercito singalese lanciò una massiccia offensiva contro le Tigri, sconfiggendole militarmente e riportando l'intero paese sotto il proprio controllo. La vittoria fu dichiarata ufficialmente dal presidente singalese Mahinda Rajapaksa il 16 maggio 2009, e le Tigri ammisero la sconfitta il giorno seguente. Lo storico leader del gruppo fu ucciso dalle forze governative il 19 maggio dello stesso anno. Nei giorni seguenti tutti gli ufficiali ribelli furono arrestati e processati, mentre il gruppo venne sciolto. Selvarasa Pathmanathan successe a Prabhakaran come leader delle Tigri, ma fu successivamente arrestato in Malaysia ed estradato in Sri Lanka nell'agosto del 2009.

## Contesto
Sin dall'inizio della dominazione inglese sull'isola avvenuta nel 1796, i Tamil dell'isola rimasero una comunità isolata, facendo di tutto per tenere distinta la propria identità culturale. I Tamil non avevano intenzione di essere assimilati, e mantennero una coscienza di gruppo ben distinta, a causa della propria cultura, lingua e religione, tutti elementi diversi da quelli dell'etnia singalese. Con il tempo, la coscienza di gruppo si trasformò nella consapevolezza di essere una nazione diversa da quella singalese, la cui identità andava protetta a tutti i costi. Lo sviluppo di questa consapevolezza nazionale fu anche indirettamente facilitata dalle politiche coloniali inglesi, volte alla separazione delle differenti comunità, tanto che nel 1833, nell'introdurre un sistema di consigli legislativi, gli inglesi decisero di affidare i seggi ciascun gruppo etnico. In questa maniera gli inglesi avevano una chiara percezione dei bisogni di ogni gruppo.
Tuttavia, con il passare del tempo, il Consiglio venne occupato da una maggioranza sempre più numerosa di rappresentanti singalesi, a causa della distribuzione territoriale della popolazione, e ciò fece irritare i Tamil, che vedevano sempre più ridotto il proprio peso politico. Il problema fu risolto nel 1919 con la creazione di un Congresso Nazionale, che avrebbe distribuito i seggi su una base non strettamente territoriale, prevedendo un'equa distribuzione del potere. Questa soluzione però durò poco, dato che la maggioranza singalese si accorse che per poter avere la propria rappresentanza territoriale non era necessaria l'approvazione dei rappresentanti Tamil.
Negli anni venti la situazione peggiorò, e la consapevolezza nazionale si trasformò in coscienza nazionale, e un aumento della volontà di difendere gli interessi della propria comunità. I Tamil quindi iniziarono a sviluppare le proprie idee nazionalistiche.
Lo Sri Lanka conquistò l'indipendenza nel 1948, e l'indipendenza peggiorò ulteriormente il conflitto. I vari leader delle diverse etnie tesero a privilegiare richieste popolari a base etnica e a breve termine, anziché obiettivi a lungo termine che avrebbero costituito uno stato inclusivo e adeguatamente rappresentativo della società multiculturale sull'isola. A causa di queste dinamiche lo sviluppo di un'unica identità nazionale fu ostacolato, e nel frattempo il nazionalismo singalese e buddista guadagnò terreno, facendo prevalere l'idea che la comunità singalese fosse l'unica difensore dello Sri Lanka, identificato come terra santa del Buddismo. Questi fattori portarono a nefaste conseguenze sulla natura dello stato, della governance e sui rapporti inter-etnici nell'isola.

## Storia

### Il contesto degli anni settanta
Nei primi anni settanta, il governo di Sirimavo Bandaranaike introdusse la "politica di standardizzazione" per porre rimedio al basso numero di singalesi accettati nelle università del Paese. La politica si rivelò decisamente discriminatoria nei confronti dei tamil, tanto che uno studente di nome Satiyaseelan formò la Tamil Manavar Peravai  (Lega studentesca tamil) per contrastare tale politica. Il gruppo era composto da giovani tamil che invocavano il diritto di avere iscrizioni regolari. Il gruppo, ispirato da un'insurrezione fallita condotta dal partito comunista singalese, fu il primo gruppo ribelle tamil. Il gruppo, composto da una quarantina di giovani, contava già sulle sue file Ponnuthurai Sivakumara (successivamente leader del gruppo Sivakumaran), K. Pathmanaba (uno dei fondatori dell'EROS, gruppo militante di studenti ribelli) e Velupillai Prabhakara, all'epoca diciottenne. Nel 1972, Prabhakaran collaborò con Chetti Thanabalasingam per formare le Nuove Tigri Tamil (TNT), cedendo a Thanabalasingam la leadership del gruppo. Dopo la sua uccisione, Prabhakaran prese il suo posto. In quel periodo iniziò a circolare l'idea di un'insurrezione armata, e nel 1979 si formò un'altra organizzazione chiamata Organizzazione Tamil per la liberazione della patria (TELO), che faceva una campagna per la creazione di uno stato tamil. Questi gruppi, insieme ad un'altra preminente figura della lotta armata, Ponnuthurai Sivakumaran, furono coinvolti in una serie di operazioni mordi e fuggi contro politici pro-governativi, poliziotti e amministratori civili, tra cui il lancio di bombe contro la residenza e l'auto del sindaco di Jaffna, Alfred Duraiyappah, attacchi dinamitardi e rapine. L'incidente della Conferenza Tamil del 1974 suscitò la rabbia di questi gruppi, che decisero di vendicarsi sul sindaco, uccidendolo.

### La fondazione e l'ascesa al potere
Le Tigri Tamil furono fondate il 5 maggio 1976, come successori delle Nuove Tigri Tamil. Uma Maheswaran divenne il suo leader, e Prabhakaran il suo comandante militare. Un comitato di cinque membri fu realizzato. Fu affermato che Prabhakaran avesse l'intenzione di "rimodernare le vecchie Tigri, per trasformarle in una forza da combattimento d'élite, spietatamente efficienti e altamente professionali". Prabhakaran tenne bassi i numeri degli effettivi, mantenendo al contempo alti standard di addestramento. In questo periodo le Tigri portarono a termine numerosi attacchi di basso profilo contro poliziotti e politici locali.

#### Il supporto del TULF
Il leader del Fronte Unito per la Liberazione Tamil (TULF) Appapillai Amirthalingam, eletto nel 1977 come capo dell'opposizione del parlamento singalese, iniziò a sostenere clandestinamente le Tigri. Amirthalingam pensava di poter esercitare il suo controllo sui gruppi ribelli tamil, e che ciò avrebbe rafforzato la sua posizione politica e la pressione posta sul governo per garantire un'autonomia politica ai tamil. Per questo motivo inviò lettere di referenze alle Tigri e ad altri gruppi di insorti, per permettere loro di raccogliere fondi. Sia Uma Maheswaran (ex geometra) sia Urmila Kandiah, primo membro femminile delle Tigri, furono membri importanti dell'ala giovanile del TULF. Maheswaran era segretario del Forum Giovanile Tamil TULF, mentre Amirthalingam presentò Prabhakaran a N. S. Krishnan, che più tardi divenne il primo rappresentante internazionale delle Tigre. Fu Krishnan che presentò Prabhakaran ad Anton Balasingham, che in seguito divenne stratega politico capo e capo negoziatore delle Tigri.
Nel 1980, il governo di Junius Richard Jayewardene accettò le richieste del TULF di decentrare i poteri governativi tramite l'istituzione del Consiglio per lo Sviluppo dei Distretti. A quel tempo, sia le Tigri che gli altri gruppi di insorti ambivano alla creazione di uno stato separato, nutrendo poche speranze in qualsiasi risoluzione politica. Sia il TULF che gli altri partiti politici tamil vennero costantemente marginalizzati dai gruppi ribelli emergenti come maggiore forza politica nel nord. Durante quel periodo, numerosi gruppi ribelli iniziarono le proprie attività nell'area, come ad esempio l'EROS (1975), il TELO (1979), PLOTE (1980), EPRLF (1980) e TELA (1982). Le Tigri ordinarono ai civili residenti nell'area di boicottare le elezioni governative locali del 1983, cosa che il TULF contestò. L'affluenza alle urne raggiunse la quota di circa il 10%. A seguito di ciò, i partiti politici tamil divennero incapaci di rappresentare il proprio popolo, e la rappresentanza passò in mano ai gruppi ribelli.

#### L'attacco di Thirunelveli del 1983
Le Tigri portarono a termine il loro primo incisivo attacco il 23 luglio 1983, quando tesero un'imboscata alla pattuglia Four Four Bravo dell'esercito singalese, nelle vicinanze di Thirunelveli. Trenta soldati furono uccisi nell'attacco, che portò ad un periodo di persecuzioni della popolazione singalese nei confronti delle minoranze tamil. Tali eventi, che durarono una settimana e videro fra i 400 e i 3 000 morti fra i tamil, furono soprannominati Luglio Nero. Si sospettò inoltre che il pogrom fosse stato pianificato o quanto meno incoraggiato dal governo singalese, essendo in quel periodo molto forte l'odio etnico nei confronti dei tamil.
Molti giovani tamil, indignanti dalla situazione, si unirono ai gruppi militanti, per combattere il governo singalese.

#### Il supporto indiano
In risposta ad alcuni fattori geopolitici, dall'agosto 1983 al maggio 1997, l'India, tramite la sua agenzia d'intelligence Research and Analysis Wing (RAW) fornì armi, addestramento e supporto finanziario a sei gruppi ribelli, tra cui le Tigri. Durante quel periodo, 32 campi di addestramento furono messi in piedi in India. In quei campi furono addestrati 459 guerriglieri, tra cui 90 donne. Questi guerriglieri furono divisi in dieci gruppi, ognuno dei quali addestrato in un diverso campo.
Nell'aprile del 1984, le Tigri si unirono formalmente in un fronte militare comune, il Fronte Nazionale di Liberazione per la Patria (ENLF), formato dalle Tigri, la Tamil Eelam Liberation Organization (TELO), la Eelam Revolutionary Organisation of Students (EROS), la People's Liberation Organisation of Tamil Eelam (PLOTE) e il Eelam People's Revolutionary Liberation Front (EPRLF).

#### Scontri con altri gruppi di insorti
La TELO tuttavia, non aveva un leader carismatico come le Tigri, e così la crescita dell'organizzazione non fu coperta da una forte ideologia, come invece avvenne per le Tigri. I ribelli della TELO venivano visti più come bulli che come ribelli. Il leader del gruppo, Sri Sabaratnam, dipendeva fortemente dal supporto dell'India, e voleva imporre tale visione anche al resto del fronte, a differenza delle Tigri. Inoltre, la TELO non possedeva armi moderne come quelle in dotazione delle Tigri. L'astio fra i due gruppi si esacerbò non solo per la visione pro-India, ma anche per l'acquisizione di una quota maggiore di gran lunga dei contributi finanziari provenienti dai tamil singalesi espatriati, nonostante le Tigri fossero il gruppo più attivo ed efficace all'interno del fronte.
Il dissenso crebbe a tal punto che la TELO si disgregò in piccole fazioni, e le Tigri accusarono le posizioni del gruppo sull'India, affermando che il paese stava solo agendo nel suo interesse. Le Tigri quindi uscirono dal fronte nel 1986. Subito dopo, nei mesi successivi ci furono scontri fra le Tigri e i membri della TELO. Lo scontro si concluse a favore delle Tigri, che riuscirono ad uccidere l'intera leadership del gruppo, più altri 400 militanti, e ad espellere il gruppo dalla penisola di Jaffna. Tutti i combattenti rimasti si unirono alle Tigri di stanza a Jaffna e a Madras, dove il gruppo aveva il proprio quartier generale. Eliminati la TELO e l'EPRLF, l'altra ventina di gruppi rimanenti furono assorbiti all'interno delle Tigri, rendendo Jaffna una città dominata dal gruppo
Il gruppo ebbe il sostegno della popolazione Tamil. Nel 1987, le Tigri crearono le Tigri Nere, un'unità speciale con il compito di portare a termine attacchi suicidi contro obiettivi politici, militari ed economici, e che lanciò il suo primo attacco suicida contro un campo militare singalese, uccidendo 40 soldati.

### Il periodo dell'IPKF
Nel luglio 1987, l'India, messa di fronte alla rabbia crescente delle proprie comunità tamil, e delle ondate di rifugiati tamil provenienti dallo Sri Lanka, per la prima volta intervenne direttamente nel conflitto, inizialmente a sostegno delle Tigri, paracadutando scorte di viveri sopra la città di Jaffna, assediata dalle forze governative. Dopo alcune negoziazioni con il governo di Colombo, l'India e lo Sri Lanka siglarono l'Accordo Indo-Singalese. L'accordo prevedeva un aumento dell'autonomia regionale delle regioni del nord a maggioranza tamil, il ritiro dell'esercito, il controllo del consiglio regionale lasciato all'Eelam People's Revolutionary Liberation Front (EPRLF) e una richiesta di disarmo e resa rivolta a tutti i gruppi militanti. L'India inviò una sua forza di pace, la Indian Peace Keeping Force (IPKF) in Sri Lanka per imporre il disarmo e per sorvegliare il consiglio regionale.

#### La guerra contro l'IPKF
Anche se le organizzazioni militanti non ebbero voce nella stipulazione dell'accordo, molti gruppi, inclusi l'EPRLF, la TELO, l'EROS, e il PLOTE, lo accettarono. Le Tigri inizialmente lo accettarono con riluttanza, ma successivamente lo rifiutarono, perché in disaccordo con la scelta del candidato politico scelto dalla EPRLF che sarebbe emerso a guida della provincia nordorientale. Le Tigri nominarono tre candidati alternativi per la carica, ma l'India rifiutò l'offerta. A questo punto le Tigri rifiutarono di consegnare le armi, e dopo tre mesi di tensione, il 7 ottobre 1987 il gruppo dichiarò guerra all'IPKF.
Le Tigri ingaggiarono un conflitto militare con l'esercito indiano, lanciando il loro primo attacco contro un camion di rifornimenti l'8 ottobre, uccidendo cinque commando dopo averli inseriti in una serie di gomme e aver dato loro fuoco. Il governo dell'India dichiarò che l'IPKF doveva disarmare le Tigri con la forza. L'esercito indiano lanciò un'offensiva contro le Tigri, il tutto dentro una campagna militare chiamata "Operazione Pawan", con l'obiettivo di ottenere il controllo della penisola di Jaffna. La spietatezza della campagna, e le operazioni contro le Tigri, resero estremamente impopolare l'esercito fra molti tamil dello Sri Lanka

#### Il supporto governativo di Premadasa
L'intervento indiano risultava impopolare anche fra la maggioranza singalese. Quando, nel 1988, fu eletto il Primo ministro Ranasinghe Premadasa, quest'ultimo chiese all'India di ritirare la propria forza di pace, e un anno dopo iniziò dei negoziati con le Tigri. Il presidente inoltre ordinò all'esercito di consegnare clandestinamente armi alle Tigri e alla sua organizzazione delegata, la Tamil National Army (TNA) per combattere l'IPKF. Queste partite includevano RPG, mortai, fucili automatici, munizioni e strumenti di comunicazione. Inoltre, furono trasferiti milioni di dollari alle Tigri.

### Il periodo successivo all'IPKF
Gli ultimi membri della forza di pace indiana, che al culmine delle operazioni vantava 100 000 unità fra i suoi effettivi, lasciò il paese nel marzo del 1990, su richiesta dell'allora Presidente Premadasa. Le Tigri a quel punto avevano acconsentito a cessare il fuoco, stipulato un anno prima, ma la violenza avvampò quasi subito dopo, quando un gruppo di tamil dissidenti dichiarò unilateralmente l’indipendenza della propria terra e uccise 600 poliziotti durante un attentato terroristico nella Provincia Orientale. Da allora il governo dello Sri Lanka ha continuato a oscillare tra soluzioni politiche e offensive militari che non sono riuscite a fermare i massacri e il terrorismo. Rajiv Gandhi venne trucidato da un attentatore suicida tamil nel 1991 e a Premadasa toccò la stessa sorte nel 1993.
Gli scontri continuarono per tutti gli anni Novanta. Ci fu un breve cessate il fuoco a seguito dell'elezione di Chandrika Kumaratunga come Presidente dello Sri Lanka e della ripresa dei colloqui di pace, ma i combattimenti ripresero subito dopo che le Tigri affondarono due navi della Marina singalese nell'aprile del 1995. Nelle operazioni militari successive a questo evento, l'esercito singalese riconquistò la penisola di Jaffna, e nei successivi tre anni i militari ripresero il controllo di vaste aree del nord del paese, inclusa la regione di Vanni, la città di Kilinochchi e ad altri piccoli centri urbani, scacciando dalle città tanto le Tigri quanto la popolazione tamil. Le iniziative del governo volte a calmare la popolazione tamil furono accolte relativamente bene e le Tigri parevano sconfitte; a questo punto lo Sri Lanka sembrava avviarsi verso una pace duratura. Tuttavia, dal 1998 le Tigri riacquistarono il controllo di queste aree, e l'offensiva culminò con la cattura del "Passo dell'Elefante", un complesso militare di enorme valore strategico, situato all'ingresso della penisola di Jaffa.
All'interno delle Tigri, Mahattaya, una volta vice capo delle Tigri, fu accusato di tradimento e ucciso nel 1994. Le accuse rivoltegli implicavano la sua collaborazione con l'intelligence indiana per rimuovere Prabhakaran dalla leadership del gruppo.
Nel mese di ottobre 2000 il massacro di 26 prigionieri disarmati tamil da parte di una folla di singalesi nella cittadina di Bandarawela mise in evidenza la mancanza di unità tra i combattenti, provocando violente dimostrazioni e attacchi che coinvolsero nel conflitto anche la regione centrale, fino ad allora relativamente tranquilla. Con le elezioni del dicembre 2001, Ranil Wickramasinghe, leader del partito di opposizione United Front Party, divenne Primo Ministro e avviò un processo di pacificazione con la guerriglia tamil. In un fronte comune con l'United National Party cercò di risolvere i problemi alla radice- grave inflazione, alto tasso di disoccupazione, povertà di infrastrutture e, naturalmente, i 18 anni di guerra civile. Entrambe le parti si preoccuparono di intessere un processo di pace con le Tigri, che nel frattempo erano state dichiarate gruppo terroristico dalla Norvegia.

### Il cessate il fuoco del 2002
Nel 2002, le Tigri abbandonarono l'idea di formare uno stato separato, chiedendo invece una qualche forma di autonomia regionale. L'elezione di Wickramasinghe aveva causato l'instaurazione di un cessate il fuoco unilaterale da parte delle Tigri. Il governo accettò la proposta, e nel marzo del 2002 fu ratificato il cessate il fuoco, la famosa Dichiarazione di Oslo del dicembre 2002, nella quale il governo dello Sri Lanka e le Tigri decisero di cercare una soluzione basata su un assetto federale nell'ambito di uno Sri Lanka unito.

Come parte dell'accordo, le Norvegia e altri Paesi scandinavi si accordarono di monitorare il cessate il fuoco durante la Missione internazionale di monitoraggio nello Sri Lanka.

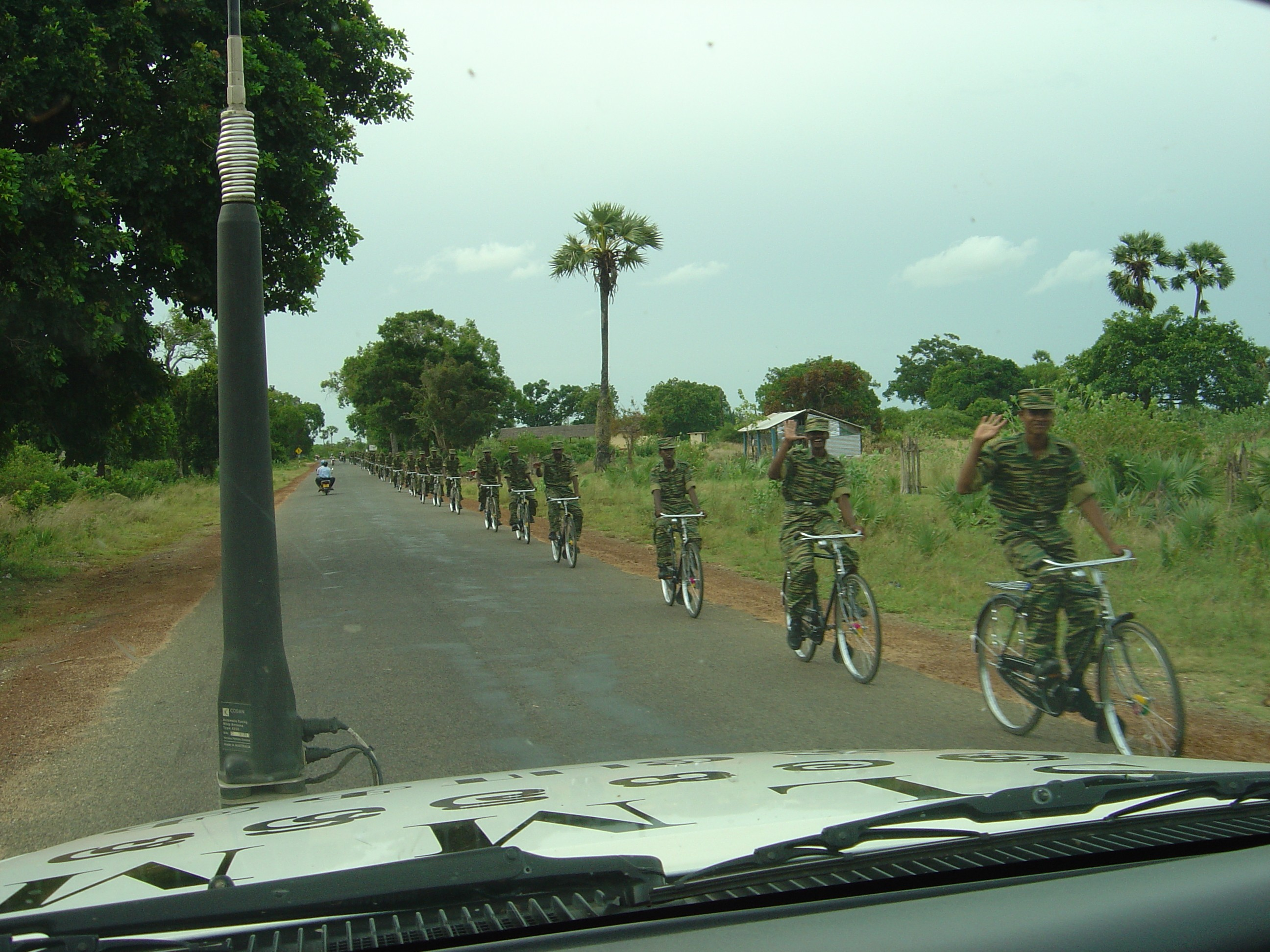
Plotone di fanteria ciclista delle LTTE a nord di Kilinochchi, maggio 2004.

Il governo singalese e le Tigri tennero sei colloqui di pace, che però vennero sospesi nel 2003 dopo che le Tigri abbandonarono i tavoli di discussione, dichiarando la presenza di "questioni critiche relative al processo di pace in corso". Nel 2003 le Tigri proposero un'autorità autogovernante ad interim (ISGA). Questo gesto fu approvata dalla comunità internazionale, ma respinta dal presidente singalese. In risposta, il gruppo boicottò le elezioni presidenziali del dicembre 2005. Anche se i militanti dichiararono che la popolazione sotto il proprio controllo era libera di votare, si sospettò che in realtà usarono intimidazioni e minacce per impedire alla popolazione il voto. Gli Stati Uniti condannarono il gesto.
Il nuovo governo singalese, dopo aver preso il potere nel 2006, chiese di abrogare l'accordo sul cessate il fuoco, affermando che il conflitto etnico avrebbe potuto avere solo una soluzione militare, e l'unico modo per raggiungere tale soluzione era eliminare le Tigri. Ulteriori colloqui di pace erano stati preparati per l'8 e il 9 giugno ad Oslo, ma furono cancellati quando le Tigri rifiutarono di incontrarsi direttamente con la delegazione governativa, accusando il governo di non permettere un passaggio sicuro ai propri delegati per raggiungere la sede delle trattative. Il mediatore norvegese Erik Solheim commentò la scelta sostenendo che le Tigri avrebbero dovuto assumersi la responsabilità diretta del fallimento dei colloqui. L'astio fra governo e Tigri aumentò, risultando in numerose violazioni del cessate il fuoco da entrambi i lati nello stesso anno. Durante gli ultimi mesi del 2006 vi furono centinaia di attacchi suicidi, scontri armati e incursioni aeree. Fra il febbraio 2002 e maggio 2007, la Missione di monitoraggio in Sri Lanka documentò 3 830 violazioni del cessate il fuoco da parte delle Tigri, contro le 351 da parte delle forze di sicurezza governative. Lo scontro militare continuò per tutto il 2007 e il 2008. A gennaio 2008, il governo uscì ufficialmente dall'accordo per il cessate il fuoco.

### Dissenso interno
Nel più significativo atto di dissenso interno all'organizzazione, il comandante veterano Vinayagamoorthi Muralitharan, chiamato anche "Colonnello Karuna", abbandonò i ranghi delle Tigri nel marzo 2004, e formò la propria organizzazione: la TamilEela Makkal Viduthalai Pulikal (in seguito rinominata Tamil Makkal Viduthalai Pulikal) accusando i comandanti delle Tigri del nord di trascurare i bisogni dei Tamil dell'est. La leadership delle Tigri rispose accusandolo di aver malgestito i fondi a propria disposizione e criticando il suo comportamento personale. Il comandante tentò di prendere il controllo delle provincie orientali sotto il giogo delle Tigri, e ciò scatenò scontri fra le Tigri e iL TMVP. Le Tigri erano sospettose di questa nuova formazione, pensando che fosse supportata dal governo. I sospetti si rivelarono fondati: la Missione di monitoraggio in Sri Lanka corroborò che il parlamentare singalese Seyed Ali Zahir Moulana aveva giocato un ruolo chiave nel favorire la defezione del Colonnello Karuna in favore del governo.

### La sconfitta militare

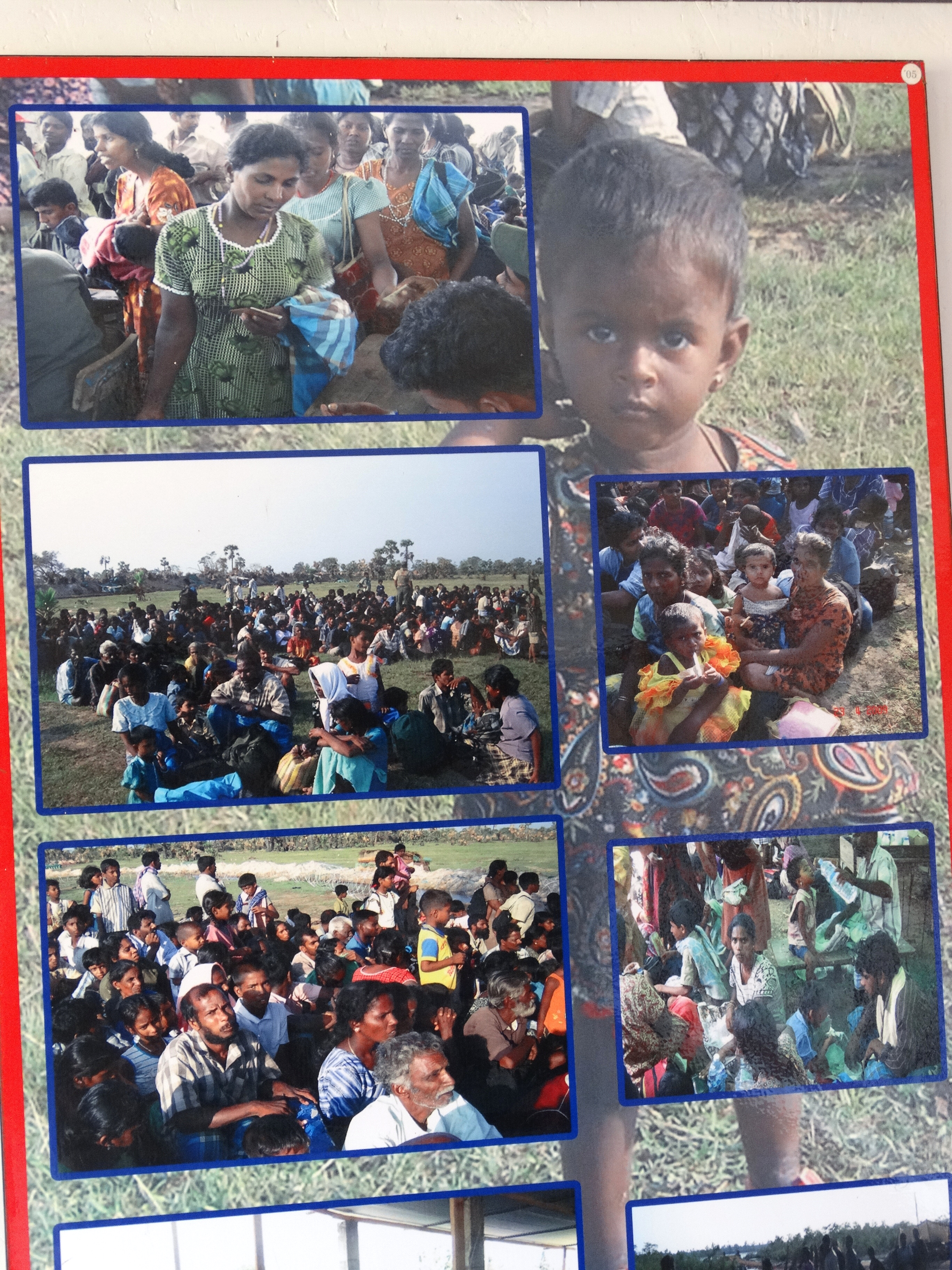
Un collage di immagini raffiguranti civili tamil in fuga durante l'ultima offensiva del governo singalese contro le Tigri, nel maggio 2009.

Nel 2005 Mahinda Rajapaksa fu eletto presidente dello Sri Lanka. Dopo un breve periodo di negoziati, le Tigri si tirarono fuori dai colloqui di pace per un tempo indefinito. Episodi sporadici di violenza ripresero per i successivi due anni. Le Tigri, il 25 aprile 2006, cercarono di uccidere il generale singalese Sarath Fonseka. Dopo il tentato omicidio, l'Unione Europea qualificò le Tigri come un'organizzazione terroristica. Un'ulteriore crisi nacque in seguito ad un atto di sabotaggio delle Tigri. Il 21 luglio 2006, i terroristi chiusero le paratie del bacino idrico di Mavil Oya, tagliando i rifornimenti idrici a 15 000 villaggi localizzati nelle regioni sotto il controllo governativo. A seguito dell'atto, il governo affrontò uno scontro a larga scala, che si trasformò in guerra aperta nell'agosto dello stesso anno.
Dopo la rottura dei colloqui di pace nel 2006, l'esercito singalese lanciò una massiccia offensiva contro le Tigri, che ebbe il suo epilogo nella sconfitta militare dell'organizzazione e nel ritorno di tutto il paese sotto il controllo governativo. Nel giro in poche settimane infatti, le Tigri si videro ridurre la propria zona d'influenza, oltre a subire la cattura e l'uccisione di migliaia di propri combattenti. Nel maggio dello stesso anno, per la prima volta in 25 anni di guerra civile, l'esercito dello Sri Lanka riuscì confinare i guerriglieri in appena un chilometro quadrato.
Il presidente Mahinda Rajapaksa dichiarò la vittoria sopra le Tigri il 16 maggio 2009. Il giorno dopo le Tigri Tamil si arrendono definitivamente con un comunicato sul proprio sito internet, accusando il governo dello Sri Lanka di aver commesso un eccidio contro la loro popolazione. Il leader delle Tigri, Prabhakaran, fu ucciso dalle forze di sicurezza due giorni dopo, mentre cercava di fuggire all'assedio dell'esercito. Qualche settimana dopo, i leader sopravvissuti delle Tigri Tamil dichiararono il proseguimento della loro lotta per la costituzione di uno stato Tamil indipendente attraverso la politica, annunciando la formazione di un governo e di un gruppo dirigente che dovrà decidere le future azioni dell'organizzazione. Selvarasa Pathmanathan prese il posto di Prabhakaran alla guida del gruppo, ma nell'agosto dello stesso anno fu arrestato in Malesia ed estradato in Sri Lanka.
I gruppi di attivisti dei diritti umani criticarono la natura della vittoria, basata anche sul trattamento riservato ai civili tamil, rinchiusi in campi di concentramento senza poter avere accesso all'esterno, e vittime di attacchi indiscriminati dell'esercito singalese durante le operazioni militari.

#### Sconfitta ad est
L'offensiva partì dalla regione orientale dell'isola. L'esercito singalese riprese il controllo del canale idrico Mavil Aru il 15 agosto 2006. In maniera sistematica, i militari riuscirono a riconquistare anche le città di Sampur, Vakarai, Kanjikudichchi Aru and Batticaloa. Successivamente, l'11 agosto 2007 l'esercito catturò Thoppigala, una roccaforte delle Tigri nella Provincia Orientale.

#### Sconfitta nel nord
Scontri sporadici erano in corso da mesi nella regione settentrionale, ma dopo settembre 2007 l'intensità aumentò. Gradualmente, le linee difensive delle Tigri iniziarono a cedere. L'avanzata militare confinò rapidamente le Tigri in un'area sempre più piccola a nord. Il 2 novembre, un comandante del gruppo,  S. P. Thamilselvan, fu ucciso in un attacco aereo. Il 2 gennaio 2008, il governo abbandonò ufficialmente l'accordo sul cessate il fuoco. Alla data del 2 agosto 2008, le Tigri avevano perso il distretto di Mannar, seguito dalla caduta della città di Vellankulam. Le truppe singalesi continiuarono l'avanzata riconquistando le città di Pooneryn e Mankulam negli ultimi mesi dell'anno.
Il 2 gennaio 2009, il presidente Rajapaksa annunciò che l'esercito aveva liberato Kilinochchi, la città che da più di un decennio serviva come capitale amministrativa de facto delle Tigri. Lo stesso giorno, il presidente invitò il gruppo ad arrendersi. Fu affermato che la perdita di Kilinochchi aveva causato danni sostanziali al prestigio del gruppo, che quest'ultimo era ormai in procinto di collassare sotto la pressione militare su più fronti. L'8 gennaio, le Tigri abbandonarono le proprie posizioni sulla penisola di Jaffna, per tentare un'ultima resistenza nelle giungle circostanti la città di Mullaitivu, la loro ultima base operativa. La penisola fu catturata dall'esercito il 14 gennaio. Il 25 gennaio, le truppe governative "catturarono completamente" la città di Mullaitivu, conquistando così l'ultima roccaforte delle Tigri.
Il presidente Rajapaksa dichiarò la vittoria sopra le Tigri il 16 maggio 2009, dopo 26 anni di conflitto. I ribelli si offrirono di consegnare le armi in cambio della propria incolumità. Il 17 maggio, il capo del dipartimento per le relazioni estere delle Tigri, Selvarasa Pathmanathan, ammise la sconfitta, affermando in una email che "questa battaglia ha raggiunto la sua amara fine."

#### Le conseguenze
Con la fine delle ostilità, 11.664 membri delle Tigri, inclusi 595 bambini soldato, si arresero all'esercito singalese. Circa 150 elementi radicalizzati e 1 000 quadri di medio livello fuggirono in India. Il governo intraprese un percorso per riabilitare i membri arresi, sotto il Piano d'Azione Nazionale per il Reintegro degli Ex combattenti. Allo stesso tempo, furono raccolte e consegnate agli organi internazionali a difesa dei diritti umani le accuse di torture, stupri e omicidi prepretati dalle Tigri. Le persone arrese furono divise in tre gruppi; i combattenti radicalizzati, i non combattenti, e coloro che erano stati reclutati contro la propria volontà (inclusi i bambini soldati). Furono creati ventiquattro centri di riabilitazione a Jaffna, Batticaloa, e Vavuniya. Fra gli elementi catturati, circa 700 erano radicalizzati. Alcuni di questi ultimi furono integrati nei servizi di intelligence singalesi per rintracciare gli elementi fuggiti della rete interna ed esterna delle Tigri. Nell'agosto 2011, il governo aveva rilasciato più di 8 000 persone, continuando a trattenerne 2 879.

### Prosieguo delle operazioni
Dopo la morte del leader delle Tigri Prabhakaran, e dei molti dei membri più importanti dell'organizzazione, il leader Selvarasa Pathmanathan, rimase l'ultimo dei fondatori originari del gruppo. L'uomo assunse il comando del gruppo il 21 luglio 2009. Quindici giorni dopo, unità dell'intelligence militare singalese, in collaborazione con le autorità locali, catturarono Pathmanathan presso il Tune Hotel, nel centro di Kuala Lumpur, Malesia. Il ministro della difesa singalese, dopo la cattura, accusò diversi leader di organizzazioni di rappresentanza dei Tamil all'estero e un ufficiale veterano dell'intelligence di cercare di riportare in vita l'organizzazione all'interno della diaspora Tamil. Successivamente, l'11 maggio, uno dei leader accusati, Perinpanayagam Sivaparan, fu arrestato e rilasciato sotto cauzione in Norvegia, per aver promosso la causa della lotta armata contro lo Sri Lanka, in attesa di ulteriori indagini.

## Governo
Durante i suoi anni di attività, le Tigri avevano istituito e amministrato uno stato di fatto sotto il suo controllo, chiamato Tamil Eelam con Kilinochchi come capitale amministrativa, e aveva gestito un governo nel suo territorio, fornendo funzioni statali come tribunali, forze di polizia, un'organizzazione per i diritti umani e un consiglio di assistenza umanitaria, un comitato sanitario e un consiglio scolastico. Gestiva una banca (Bank of Tamil Eelam), una stazione radio (Voce delle Tigri) e una stazione televisiva (Televisione Nazionale del Tamil Eelam). Nelle aree controllate dalla Tigri, le donne riportavano livelli più bassi di violenza domestica poiché il gruppo aveva "un sistema di giustizia di fatto per far fronte alla violenza domestica".
Nel 2003, le Tigri presentato una proposta per istituire un'Autorità Autonoma ad interim negli 8 distretti del Nord e dell'Est che controllava. All'autorità sarebbero stati affidati poteri statali quali il diritto di imporre la legge, la riscossione delle tasse la supervisione del processo di riabilitazione fino a quando non fosse stata raggiunta una soluzione favorevole dopo la quale si sarebbero tenute delle elezioni. L'Autorità sarebbe stata composta da membri a rappresentanza delle Tigri, del governo singalese e della comunità musulmana. Secondo la proposta, questa amministrazione intendeva essere laica con l'accento principale sul divieto di discriminazione e protezione di tutte le comunità.

### Percezione locale e supporto
A causa delle sue vittorie militari, delle sue politiche, dell'appello all'autodeterminazione nazionale e alla presenza di una piattaforma nazionalista Tamil costruttiva, le Tigri furono sostenute da gran parte della comunità Tamil. Secondo la sezione di Jaffna dell'organizzazione "Professori Universitari per i Diritti Umani", le Tigri "con una combinazione di terrore interno e stretta ideologia nazionalista, riuscirono ad atomizzare la comunità. Non solo portarono via il diritto di opporsi, ma anche quello di valutare, come comunità, la strada che si stava percorrendo. Questo diede l'illusione che tutta la società sostenesse le Tigri."

## Ideologia
Le Tigri erano una organizzazione di liberazione nazionale, il cui scopo principale era la costituzione di uno Stato Tamil indipendente. Il nazionalismo Tamil era la base della propria ideologia. Le Tigri furono influenzate dai combattenti per la libertà indiani, quali Subhas Chandra Bose. L'organizzazione negava di essere un movimento separatista, rivendicando l'idea di combattere per l'autodeterminazione e il ripristino della sovranità di ciò che considerava la propria terra natale. Anche se la maggior parte degli appartenenti al gruppo erano indù, l'organizzazione era dichiaratamente laica; la religione non entrò mai a far parte della propria base ideologica. Il leader Velupillai Prabhakaran criticò fortemente ciò che lui considerava caratterisitche oppressive della società induista Tamil tradizionale, come il sistema delle caste e la disparità di genere. Le Tigri si presentavano dunque come un movimento rivoluzionario in cerca di un cambiamento radicale all'interno della società Tamil, non solo dell'indipendenza dallo Sri Lanka.
Perciò, la sua ideologia invocava l'eliminazione delle discriminazione basate sulla casta di appartenenza e il supporto alla liberazione delle donne. Prabhakaran descrisse la sua filosofia politica come un "socialismo rivoluzionario", con l'obiettivo di creare una "società egualitaria". Quando fu interrogato sulla politica economica dell'organizzazione, il leader rispose che essa si basava su un'"economia di libero mercato". Tuttavia, precisò anche che: "Noi potremo pensare ad una struttura economica appropriata solo quando la questione etnica sarà risolta...la forma e la struttura di questo sistema economico che dovrà essere istituito potranno essere elaborate solamente quando avremo un insediamento definitivo o uno Stato indipendente.

## La rete globale
Le Tigri avevano sviluppato una vasta rete internazionali di affiliati sin dai tempi di N. S. Krishnan, il primo rappresentante internazionale del gruppo. Negli ultimi anni Settanta, A. Amirthalingam, parlamentare del TULF e leader dell'opposizione, scrisse numerose lettere di referenza per raccogliere fondi da destinare all'organizzazione. Allo stesso tempo, V. N. Navaratnam, membro del comitato esecutivo dell'organizzazione Inter-Parliamentary Union (IPU), presentò molti espatriati tamil benestanti ed influenti ai capi dei ribelli. Navaratnam presentò alcuni componenti delle Tigri al Fronte Polisario, un movimento di liberazione nazionale marocchino, in un incontro organizzato ad Oslo. Nel 1978, Amirthalingam, durante un giro del mondo in cui era accompagnato dall'attivista nazionalista S. K. Vaikundavasan, formò il World Tamil Coordinating Committee (WTCC); in seguito si scoprì che questa organizzazione era un prestanome delle Tigri. In seguito a questi contatti, la rete di contatti delle Tigri crebbe costantemente. All'apice della sua potenza, le Tigri avevano 42 offici in tutto il mondo. Questa rete aveva incarichi di propaganda, raccolta fondi, approvvigionamenti militari e trasporti.
L'organizzazione usava diversi tipi di attività per le proprie operazioni di propaganda e raccolta fondi, fra semplici prestanome, organizzazioni sotto copertura e simpatitiche. Prima delle tensioni etniche del 1983 non fu mai tentato di finanziare le attività del gruppo, ma dopo l'esodo di massa di civili tamil in India e altri paesi occidentali causato dal Luglio Nero, ciò fu possibile. Con il protrarsi della guerra e la diminuzione delle donazioni volontarie, le Tigri iniziarono a usare l'uso della forza e delle minacce per estorcere denaro. All'apice della potenza il gruppo possedeva fra i 200 e i 300 milioni di dollari. Il network globale dell'organizzazione possedeva numerose attività imprenditoriali in vari paesi. Queste includevano investimenti in immobili, spedizioni, negozi di alimentari, negozi di oro e gioielli, distributori di benzina, ristoranti, case cinematografiche, organizzazioni di mass media (TV, radio, stampa) e industrie. Aveva anche il controllo di numerose organizzazioni di beneficenza tra cui l'Organizzazione per la riabilitazione dei Tamil, che fu successivamente bandita e i cui fondi furono bloccati dal Ministero del Tesoro degli Stati Uniti nel 2007 per aver finanziato il terrorismo